# بستگان سببی (فیلم ۱۹۷۹)
بستگان سببی (به انگلیسی: The In-Laws) یک فیلم کمدی و اکشن آمریکایی محصول سال ۱۹۷۹ با بازی آلن آرکین و پیتر فالک، نویسندگی اندرو برگمن و کارگردانی آرتور هیلر است.

## داستان
دکتر دندانپزشک، شلدون کورنپت، برای انجام آمادگی ها برای عروسی دخترش با وینس ریکاردو که پدر داماد است ملاقات می‌کند. وینس، فردی دیوانه که ادعای مأمور دولت بودن را می‌کند، در سدد بر می آید که شلدون را به مجموعه ای از تعقیب و گریز ها و حوادث ناگواری از نیویورک تا آمریکای مرکزی بکشاند... 

## بازسازی
- بستگان سببی (فیلم ۲۰۰۳)